# Sargocentron iota
Sargocentron iota là một loài cá biển thuộc chi Sargocentron trong họ Cá sơn đá. Loài này được mô tả lần đầu tiên vào năm 1998.

## Từ nguyên
Từ định danh iota cũng chính là tên gọi của ký tự ι, chữ cái nhỏ nhất trong bảng chữ cái Hy Lạp, do đó thường được sử dụng để nhắc đến những thứ gì rất nhỏ. Do là loài có kích thước bé nhất trong chi mà Randall đặt tên này cho chúng.

## Phân bố và môi trường sống
Ở Đông Ấn Độ Dương, S. iota chỉ được biết đến tại đảo Giáng Sinh; còn ở Thái Bình Dương, từ quần đảo Maluku trải dài về phía đông đến Papua New Guinea, Palau, quần đảo Phoenix và đảo Wallis, phía bắc tới quần đảo Amami và quần đảo Hawaii, phía nam tới các đảo trên biển San Hô, xa hơn là Nouvelle-Calédonie, Fiji và Tonga.
S. iota sống tập trung ở đới mặt trước rạn, độ sâu đến ít nhất là 34 m.

## Mô tả
Chiều dài cơ thể lớn nhất được ghi nhận ở S. iota là 7,7 cm. Thân màu đỏ với một sọc đỏ sẫm rất mảnh ngăn cách các hàng vảy dọc từ sau mang đến gốc vây đuôi. Gai vây lưng màu đỏ, lốm đốm trắng mờ, rìa mỗi màng có màu đỏ đậm hơn. Các vây còn lại có tia đỏ và màng trong suốt.
Số gai ở vây lưng: 11; Số tia vây ở vây lưng: 12–14; Số gai ở vây hậu môn: 4; Số tia vây ở vây hậu môn: 9.

## Sinh thái
S. iota hầu như không được nhìn thấy vào ban ngày, nhưng có thể bắt gặp ở gần nơi trú ẩn trên các rạn san hô vào ban đêm.